# Josef Feistmantl
Josef Feistmantl (n. 23 februarie 1939, Absam, Tirol, Austria – d. 10 martie 2019) a fost un sănier ce a reprezentat Austria, medaliat olimpic. A participat la 2 ediții ale Jocurilor Olimpice (1964, 1968) în care a câștigat o medalie de aur.